# Claire Steels
Claire Steels, née le 9 novembre 1986 à Bourne, est une coureuse cycliste britannique.

## Biographie
Claire Steels remporte le Rás na mBan en 2019.

## Palmarès sur route

### Palmarès par année
- 2019
  - Rás na mBan
    - Classement général
    - 4e étape

  - GP Ryedale
  - 2e du South Coast Classic
  - 3e du Tour of the Reservoir
- 2021
  - GP Pontevedra
- 2022
  - Markina Emakumeen Saria
  - Berriatua Emakumeen Saria
  - Zaldibarko Emakumeen Saria
  - 3e du GP Igartza
- 2023
  - reVolta
  - 2e du championnat de Grande-Bretagne sur route
  - 3e de la Durango-Durango Emakumeen Saria
  - 6e du Tour de Suisse
  - 9e de la Classic Lorient Agglomération
- 2024
  - 2e du championnat de Grande-Bretagne du contre-la-montre

### Résultats sur les grands tours

#### Tour de France
1 participation
- 2023 : 18e

#### Tour d'Italie
1 participation
- 2024 : 26e

#### Tour d'Espagne
1 participation
- 2023 : 15e

### Classements mondiaux
| Année                                 | 2021 | 2022 | 2023 | 2024 |
| ------------------------------------- | ---- | ---- | ---- | ---- |
| Classement UCI                        | 955e | 379e | 37e  | 283e |
| UCI World Tour                        | nc   | nc   | 35e  | 153e |
|                                       |      |      |      |      |
| Légende : nc = non classéSource : UCI |      |      |      |      |